# Nenad Savić
Nenad Savić (serbisch-kyrillisch Ненад Савић; * 28. Januar 1981) ist ein ehemaliger schweizerisch-serbischer Fussballspieler.

## Karriere

### Verein
Savić begann beim FC Dietikon mit dem Fussballspielen. Er wurde beim FC Zürich in der zweiten Mannschaft zum Profi. 1997 wechselte er zum Stadtrivalen GC, wo er nach einer Saison bei der zweiten Mannschaft in die erste Mannschaft wechselte. 1999 spielte er kurz bei Xamax. Ab 1999 spielte er beim FC Basel, wo er einen Dreijahresvertrag unterschrieb. Dort wurde er 2002 Schweizer Meister. Anschliessend spielte er beim FC Luzern. 2004 wechselte er nach einer vereinslosen Phase zum FC Wil, der damals in der NLA spielte. Savić gewann 2004 mit dem Verein den Schweizer Cup. Im Cup-Final wurde er in der Nachspielzeit eingewechselt. Savić blieb in Wil, auch als dieser 2004 abstieg. Mit einem kurzen Abstecher zum FC Thun spielte er für den FC Wil, bis er 2007 nach Israel zu Maccabi Petach Tikwa wechselte. Nach einer Saison beendete er seine Karriere. 2011 gab er sein Comeback und spielte eine Saison bei Beitar Tel Aviv Ramla, wo er 2012 infolge eines Verfahrens wegen Drogenhandels suspendiert wurde. Danach spielte er noch eine weitere Saison bei Maccabi Ironi Jatt.

### Nationalmannschaft
Savić spielte in der Schweizer U-21 insgesamt acht Partien und erzielte dabei drei Tore.

## Persönliches
Savić wurde 2013 vom Obergericht des Kantons Zürich wegen Handels mit Kokain zu drei Jahren teilbedingt verurteilt.